# Pointe Isère
 (mai 2025).
Pointe Isère est un cap situé à l'extrême nord-ouest de la Guyane dans la commune d’Awala-Yalimapo, situé sur les rives du fleuve Maroni, limitrophe du pays voisin le Suriname. Depuis 1998, la Pointe Isère est une zone protégée au sein de la réserve naturelle nationale de l'Amana.